# コールドストリームガーズ

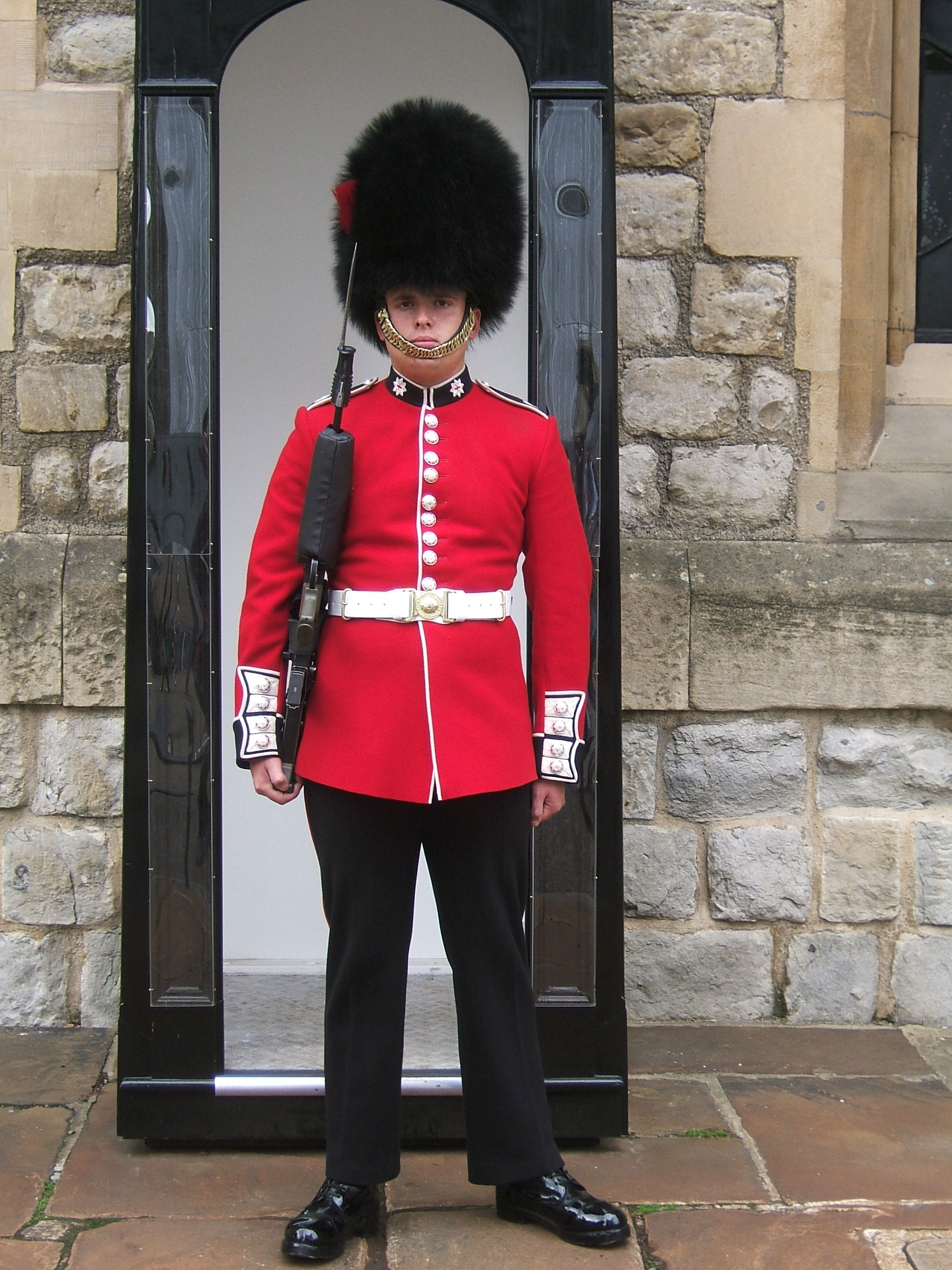
衛兵任務中のコールドストリームガーズ連隊兵士。

コールドストリームガーズ（英: Coldstream Guards、Coldstream Regiment of Foot Guards）は、イングランドの歩兵連隊。清教徒革命時代の1650年にイングランド共和国の歩兵連隊として発足し、イングランド内戦では陸軍、第一次英蘭戦争では海軍の部隊として戦い、王政復古後はイングランド王国の近衛歩兵連隊となっている。現在においてもイギリス陸軍の部隊として海外に派遣され、或は近衛兵としてロンドンでの衛兵や儀仗任務を行なっており、継続して任務に就いている連隊としては世界最古である。
日本ではコールドストリーム連隊、コールドストリームガーズ連隊、コールドストリーム近衛連隊、コールドストリーム近衛歩兵連隊、近衛コールドストリーム連隊、近衛コールドストリーム歩兵連隊等複数の表記例がある。
イギリスでは18世紀から19世紀にかけて連隊を番号で呼んでおり、その頃は「2nd Regiment of Foot Guards」とも呼ばれていた。そのため、この時代以外の記述にも、近衛歩兵第2連隊或は第2近衛歩兵連隊等と日本では表記されることもある。また、このような資料の作戦地図にある軍隊符号で2Gと表記されている歩兵連隊もコールドストリームガーズのことを指す。
一方、英語の記述では、この時代でも「2nd」ではなく、当時あった3個の近衛歩兵連隊が「1st, Coldstream, 3rd Foot Guards」と表記されることも珍しくない。

## 歴史
イギリス陸軍で最初の常備軍である、オリバー・クロムウェルが組織したニューモデル軍の連隊として、1650年4月23日にジョージ・モンクがベリックで設立した。当時の名前はモンクの歩兵連隊（Monck's Regiment of Foote）であった。”モンクの歩兵連隊”は、1647年にアーサー・ヘジルリッジ卿がニューカッスルで創立した連隊からの5個中隊と、バーウィックで創設されたジョージ・フェンウィック大佐（George Fenwick）の連隊からの5個中隊を合わせて編成された。
ジョージ・モンクはチャールズ1世時代に失脚し、清教徒革命時には議会派に属していた軍人であり、「イングランド内戦に於ける最も優れた軍人の一人」とも評されている。

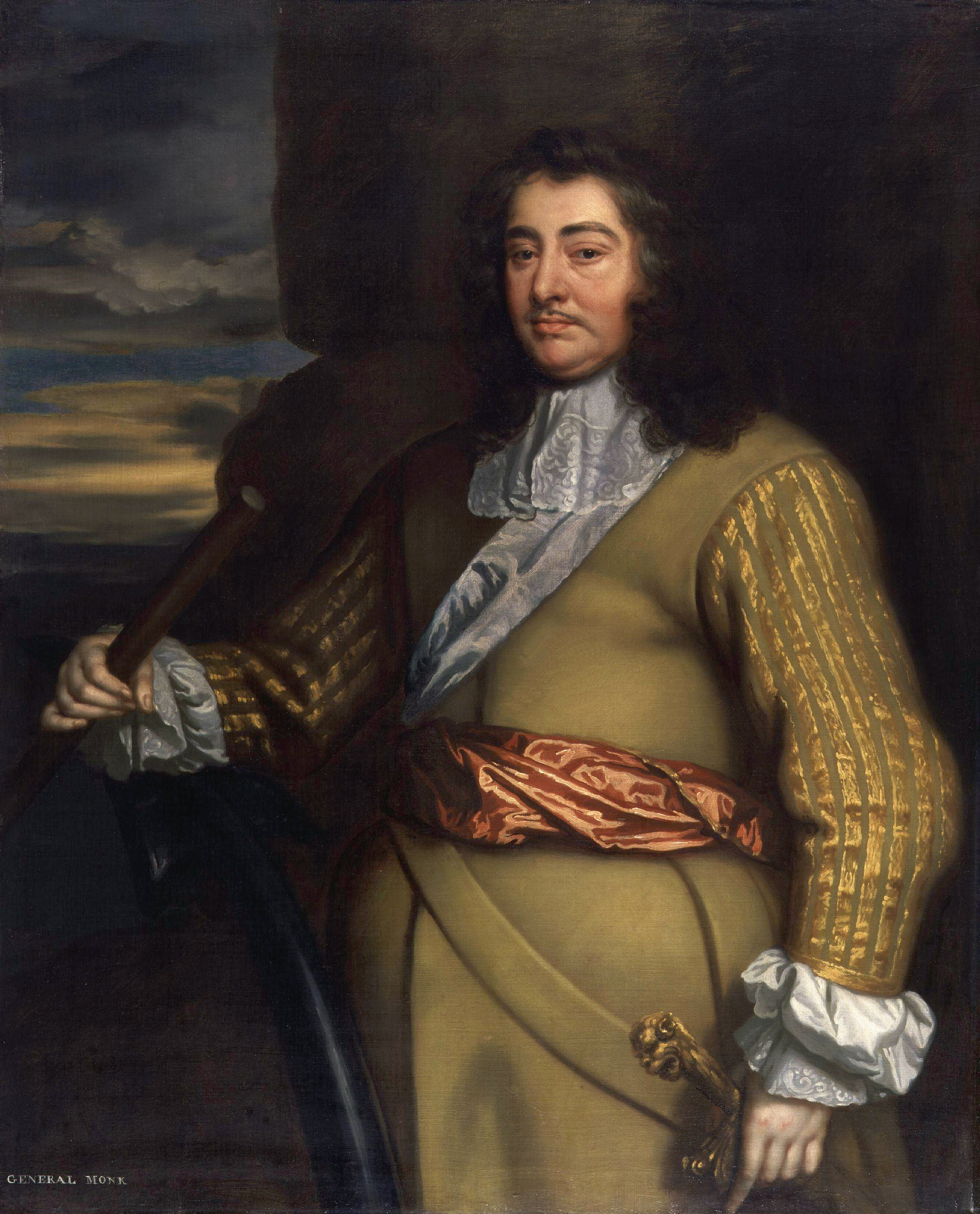
コールドストリームガーズ連隊の創立者ジョージ・モンク
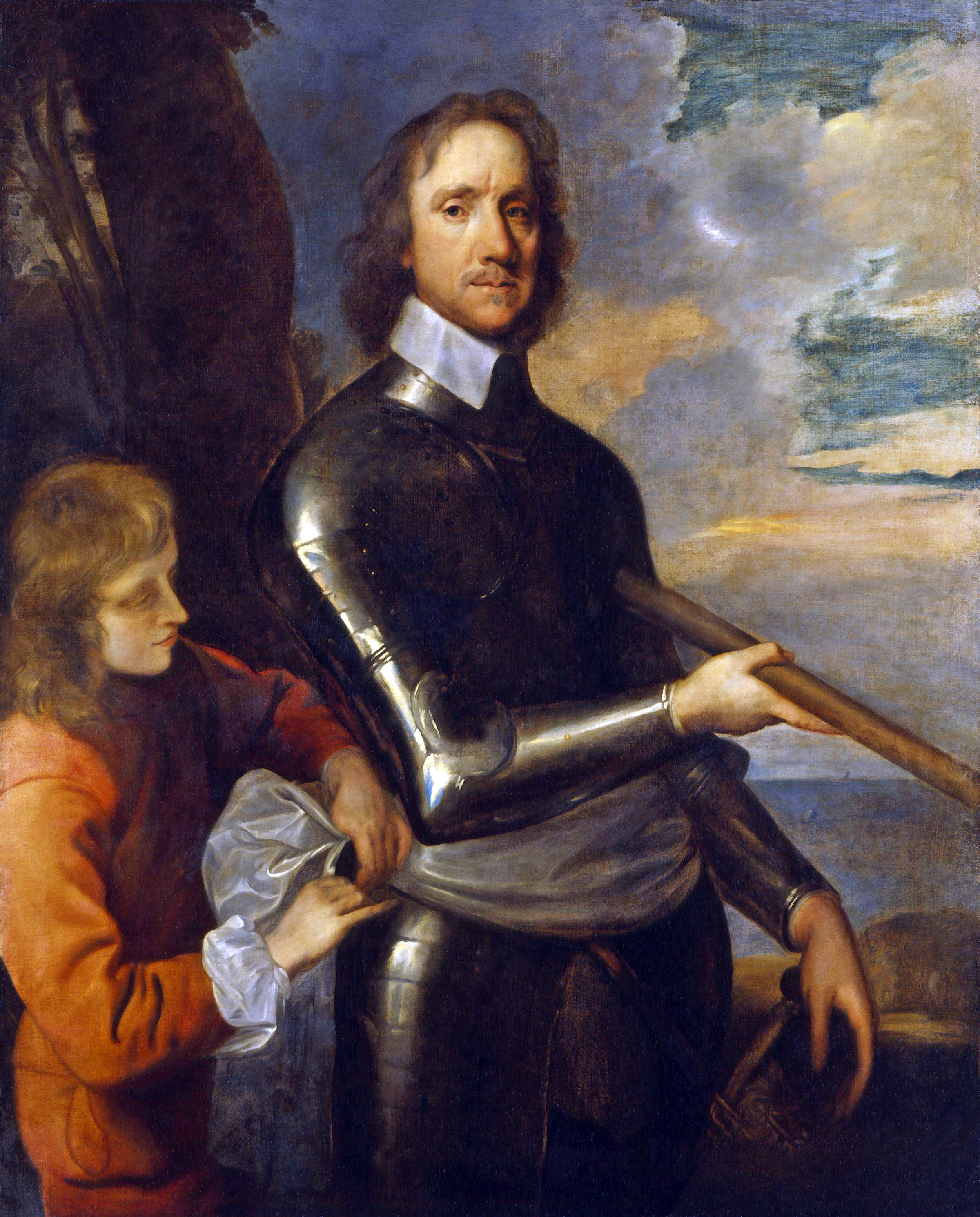
オリバー・クロムウェル
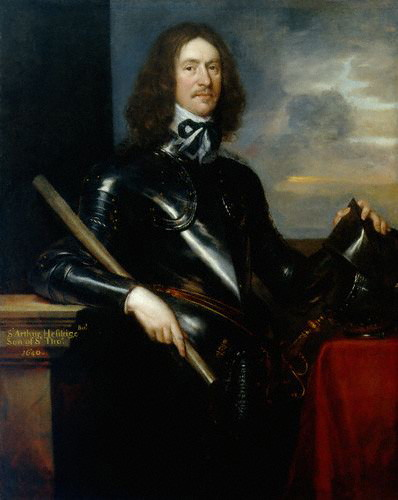
アーサー・ヘジルリッジ

### イングランド共和国

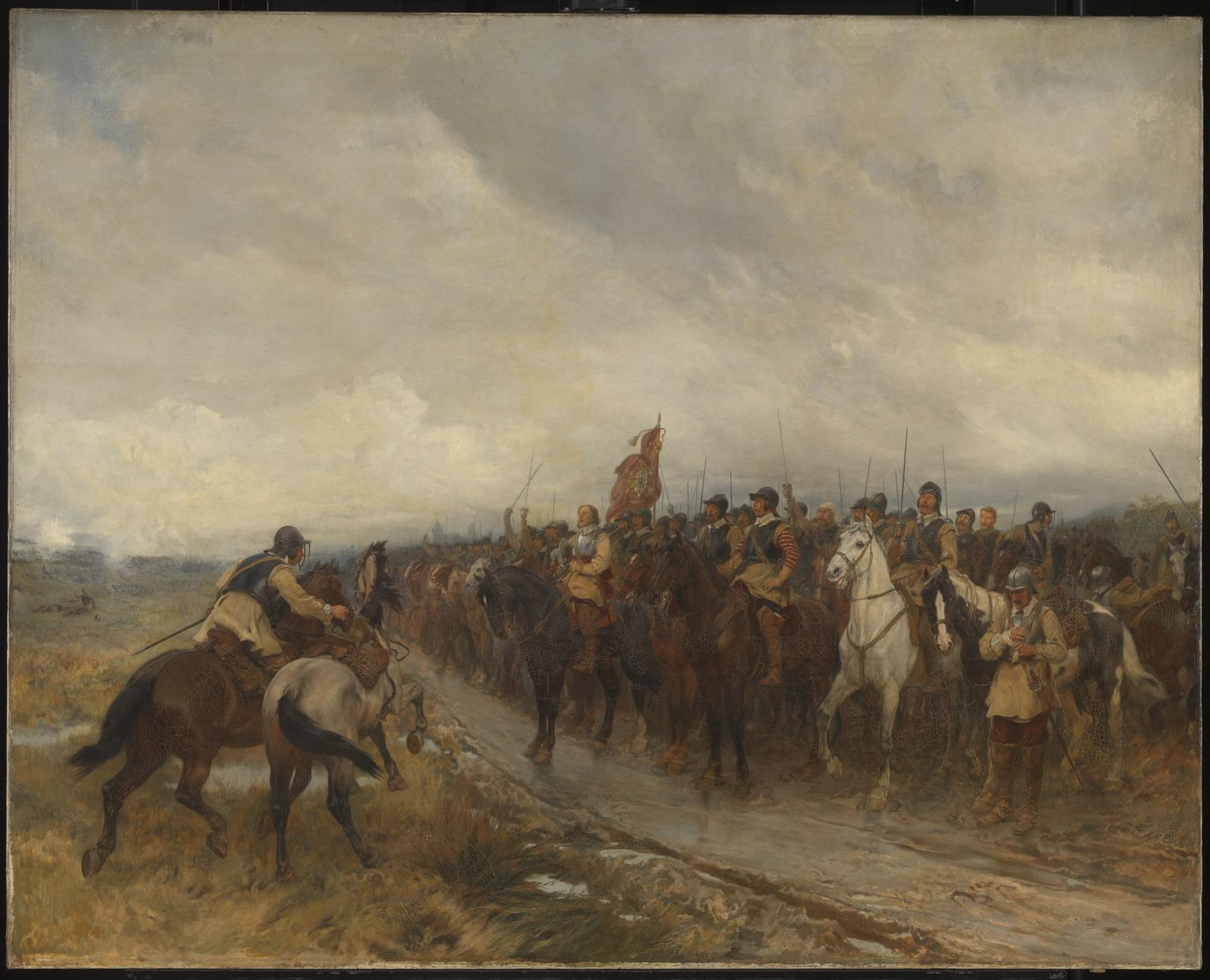
ダンバーの戦い。

”モンクの歩兵連隊”は、1650年9月3日のダンバーの戦いに議会派として参加し、初陣を飾った。この戦いに議会派が勝利したことによって、スコットランドは議会派に制圧された。この戦いにはスコッツガーズの前身であるチャールズ2世（当時はスコットランド王）の護衛歩兵隊（Lyfe Guard of Foot）が王党派として加わっていたが、更に翌1651年のウスターの戦いにも敗れたため、チャールズ2世は大陸へ亡命し、護衛隊は解散させられた。そのため、スコッツガーズは1642年創立とされているが、再建される1661年まで廃止状態だったため、”最古の連隊”とは認められていない。
1652年に第一次英蘭戦争が始まるとモンク大佐は”ジェネラル・アット・シー”(General at Sea)に任命され、戦隊を率いてオランダ艦隊と戦うことになった。そして、ポートランド沖海戦（Battle of Portland）で先任のジェネラル・アット・シーであったロバート・ブレイクが負傷した後は、イングランド共和国艦隊の総司令官としてガッバードの海戦（Battle of the Gabbard）及びスヘフェニンゲンの海戦（Battle of Scheveningen）の指揮を執った。この間、”モンクの歩兵連隊”はモンク将軍に従って艦隊に乗組み、一連の海戦を戦った。

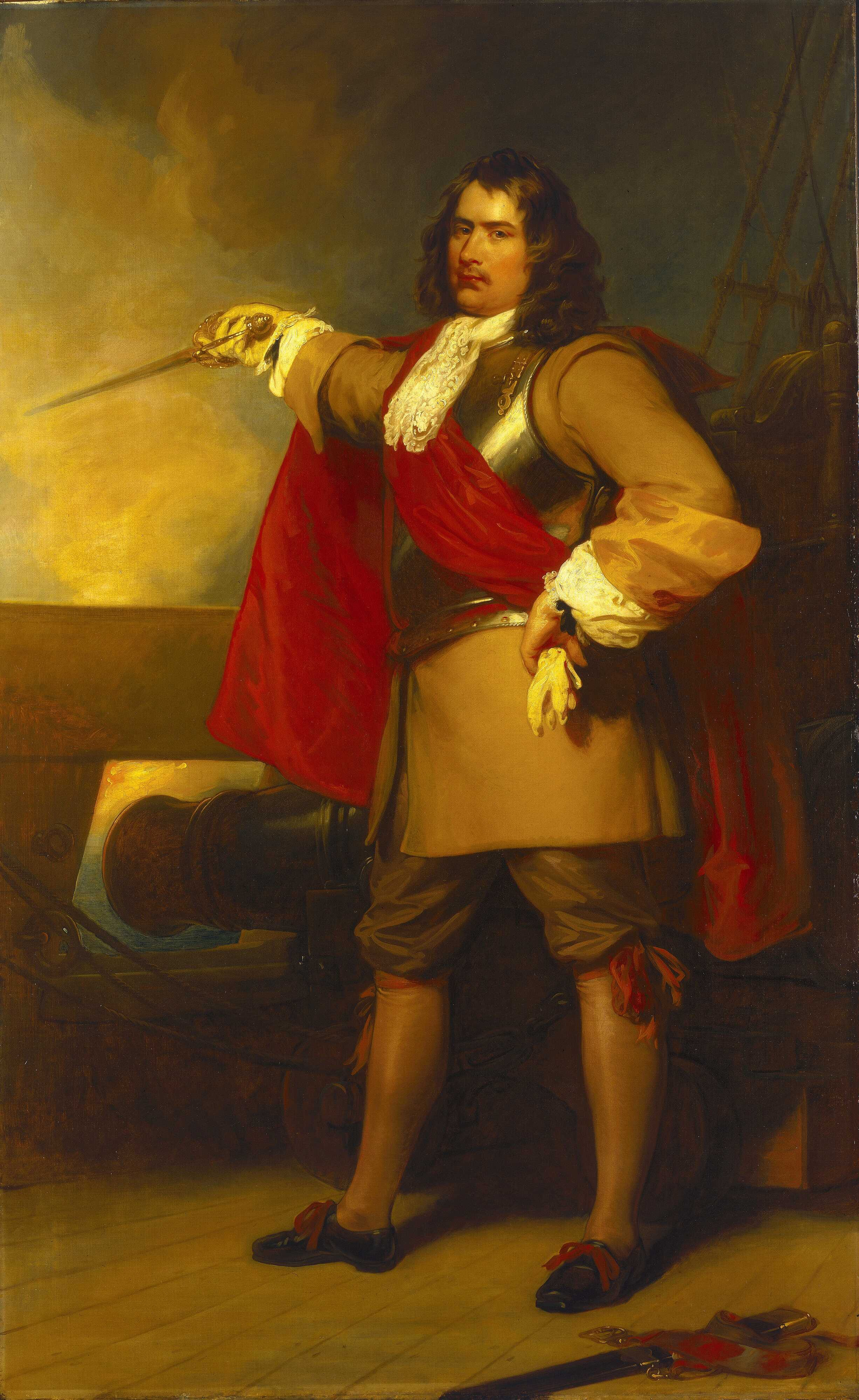
ロバート・ブレイク
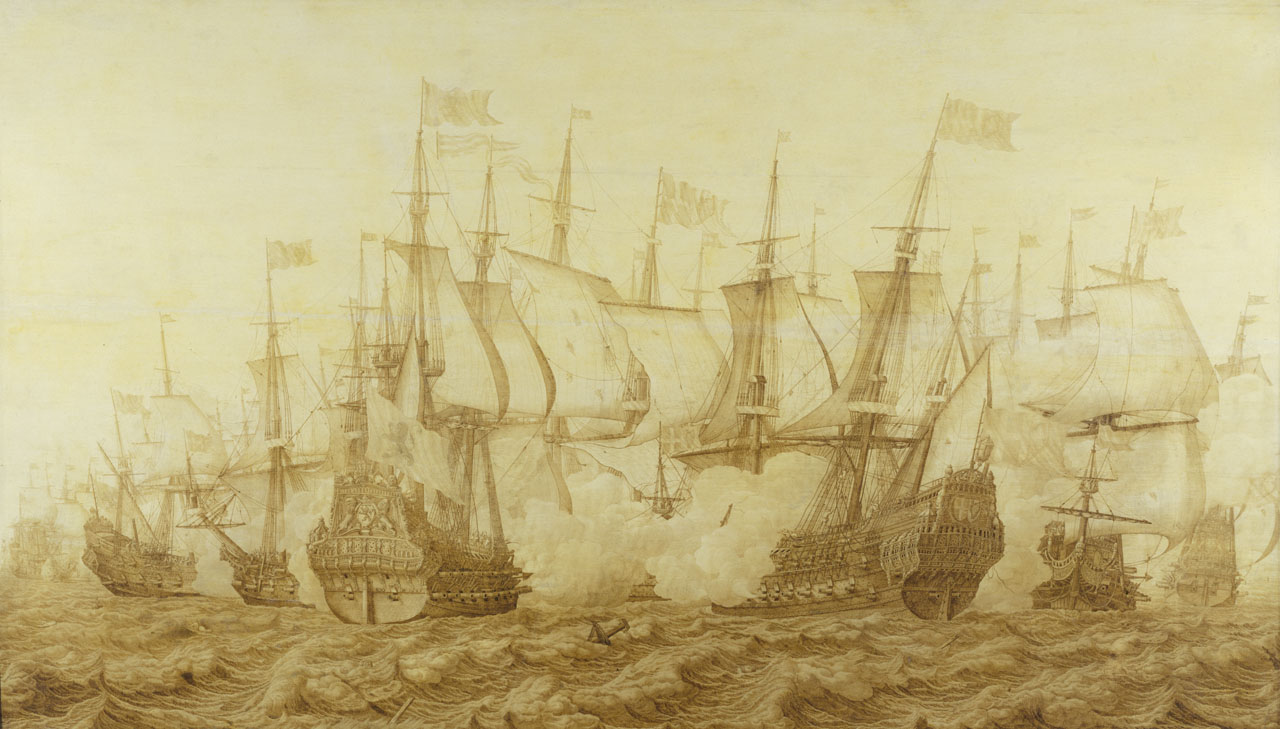
ガッバードの海戦
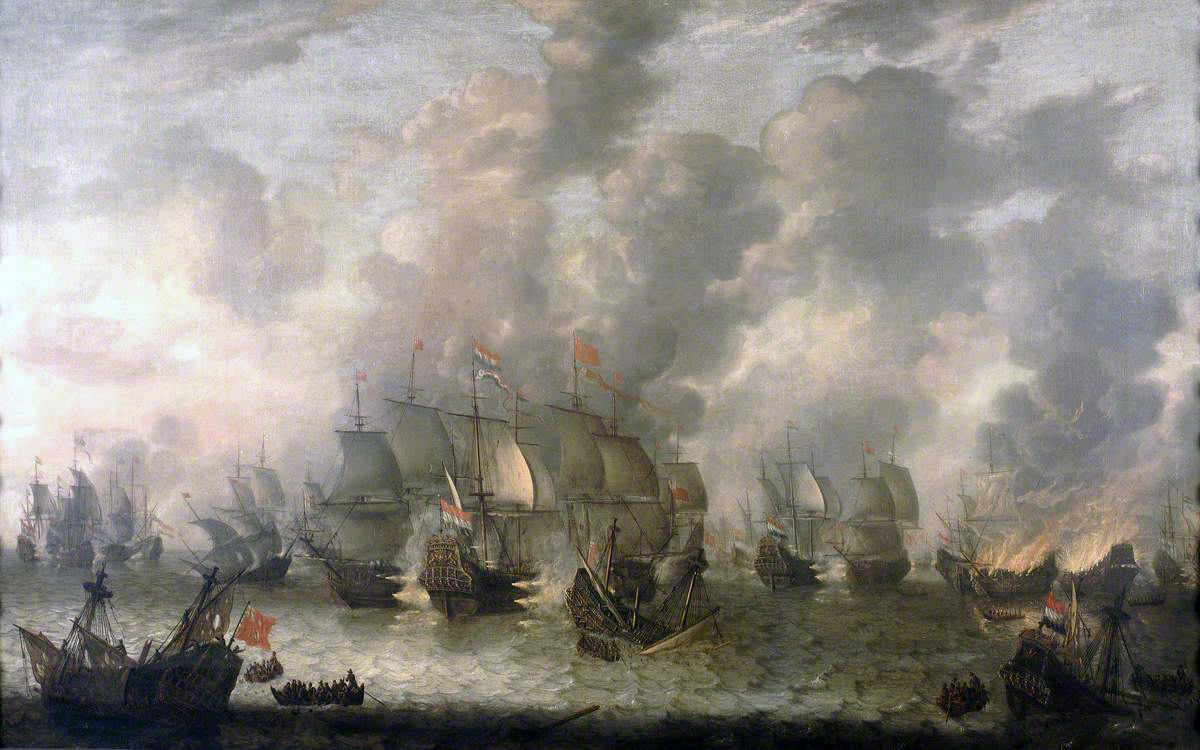
スヘフェニンゲンの海戦

### イングランド王国

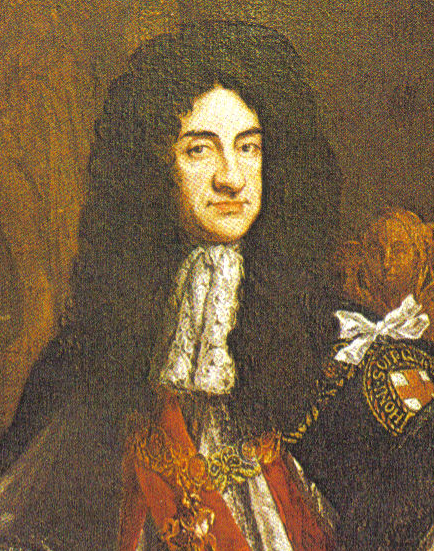
チャールズ2世

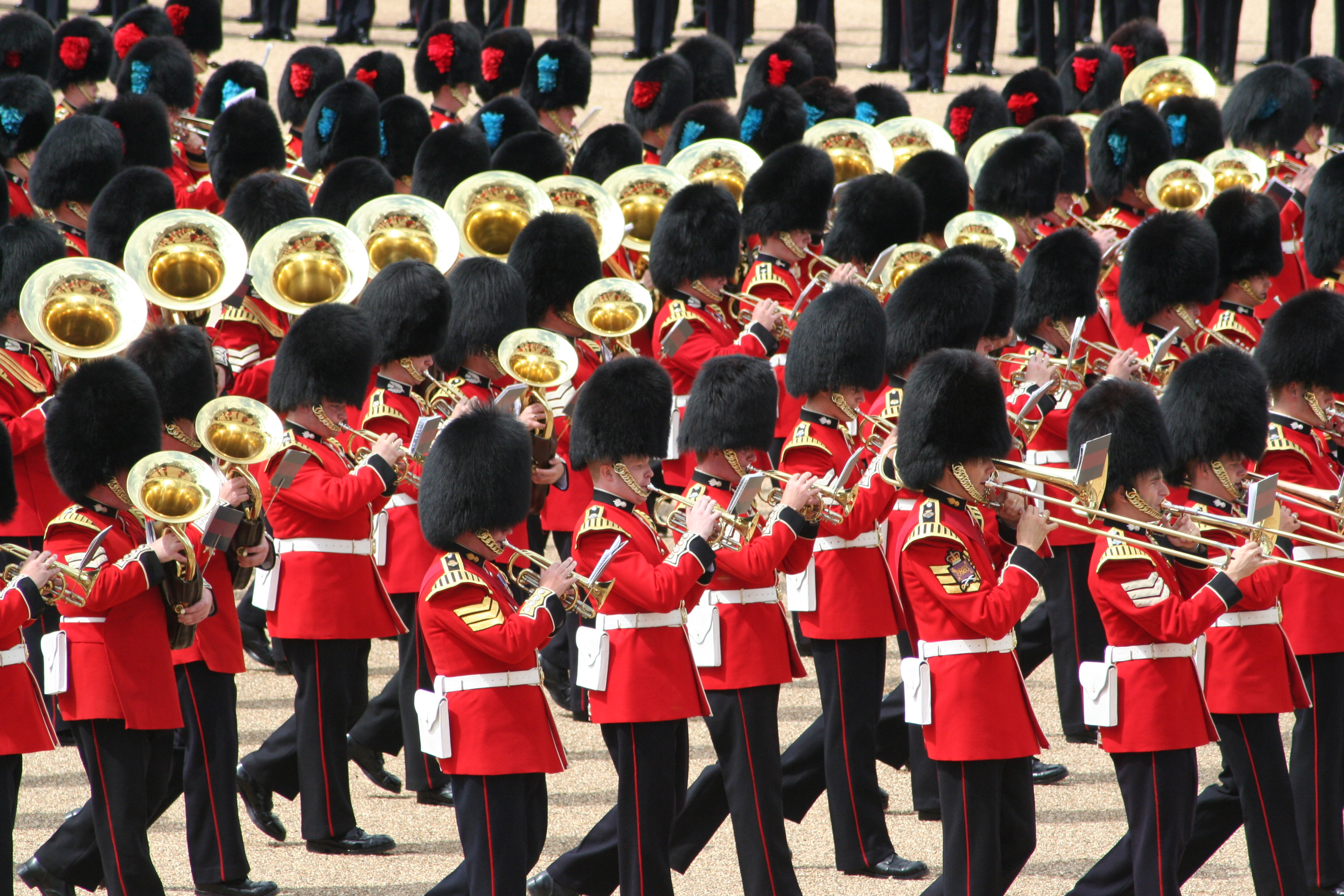
2007年のトゥルーピング・ザ・カラーで行進する近衛歩兵連隊軍楽隊。グレナディアガーズ軍楽隊が手前（擲弾の襟章）なのに対し、コールドストリームガーズは一番奥（帽子に赤い羽根飾り）に位置している。

1660年、王政復古の宣言がされるとモンク将軍は王党派に転じ、後任のジェネラル・アット・シーであるエドワード・モンタギュー（Edward Montagu／後に初代サンドウィッチ伯爵）に対し、艦隊を率いて国王を亡命先のオランダへ迎えに行くよう指示した。エドワード・モンタギューはこの頃地方に隠遁していたが、ロンドンに残していた執事（当時）のサミュエル・ピープスを通じて議会の動向を把握しており、モンクに従ってイングランド艦隊を掌握し、オランダへ向かった。
”モンクの歩兵連隊”はスコットランドのコールドストリーム（Coldstream）に駐留していたが、スコットランドへ上陸したチャールズ2世と合流し、ロンドン入城に同行した。そのため、現在でも募兵の際はこの時に通ったイングランド側の沿道地域出身者を優先採用している。また、現部隊名の”コールドストリーム”はこの頃付いたあだ名である。
この年、”モンクの騎馬護衛隊”（Monck's Life Guards）が第2（クィーンズ）近衛騎兵隊（2nd(Queen's) Troop of Horse Guards）となった。この騎兵隊は後に他の近衛騎兵隊と統合されてライフガーズ連隊となる。翌1661年、”モンクの歩兵連隊”も近衛連隊となり、”ロードジェネラルズ近衛歩兵連隊”(The Lord General's Regiment of Foot Guards)となった。また、1664年には”コールドストリーム連隊”の兵士500名が海上勤務に転じ、”デューク・オブ・ヨーク・アンド・アルバニー海上歩兵連隊”(Duke of York and Albany's Maritime Regiment of Foot)が編成された。この連隊はイギリスで初めての艦上勤務を専門とする歩兵部隊であり、イギリス海兵隊の母体となった。
近衛歩兵連隊としては既に、チャールズ2世がウスターの戦い後の1656年にブルッヘで創設した”ロード・ウェントワース近衛歩兵連隊”(Lord Wentworth's Foot Guards／Royal Regiment of Guards)と1660年創立のジョン・ラッセル近衛歩兵連隊(John Russell's Foot Guards)があり、両連隊が1665年に統合されて”近衛歩兵第1連隊”(1st Regiment of Foot Guards)（後のグレナディアガーズ）とされた。しかし、これらの連隊より古い”コールドストリーム連隊”の兵士は、その下位に位置付けられることを認めることが出来なかった。チャールズ2世が”近衛第2連隊”と呼んだところ、”第2”とされることを兵士達が拒否して命令に従わなかったため、モンク将軍の進言に従って”コールドストリーム近衛連隊”と呼んだところ命令に従ったという逸話もある。
モンク将軍が死去した1670年、”近衛歩兵第2連隊”（2nd Regiment of Foot Guards）となったが、”第2”とされる抵抗感から、通称であった”コールドストリーム近衛歩兵連隊”（Coldstream Regiment of Foot Guards）が公式に使われるようになった。そして、この様な経緯から、”Nulli Secundus”（何物の2番目でもない＝何物にも劣る事無し）が連隊のモットーとなっている。また、現在でもグレナディアガーズへの対抗意識は強く、イギリス陸軍に於ける連隊序列はグレナディアガーズの次だが、近衛歩兵連隊が整列する際はグレナディアガーズの隣には並ばず、反対側の端に位置する。

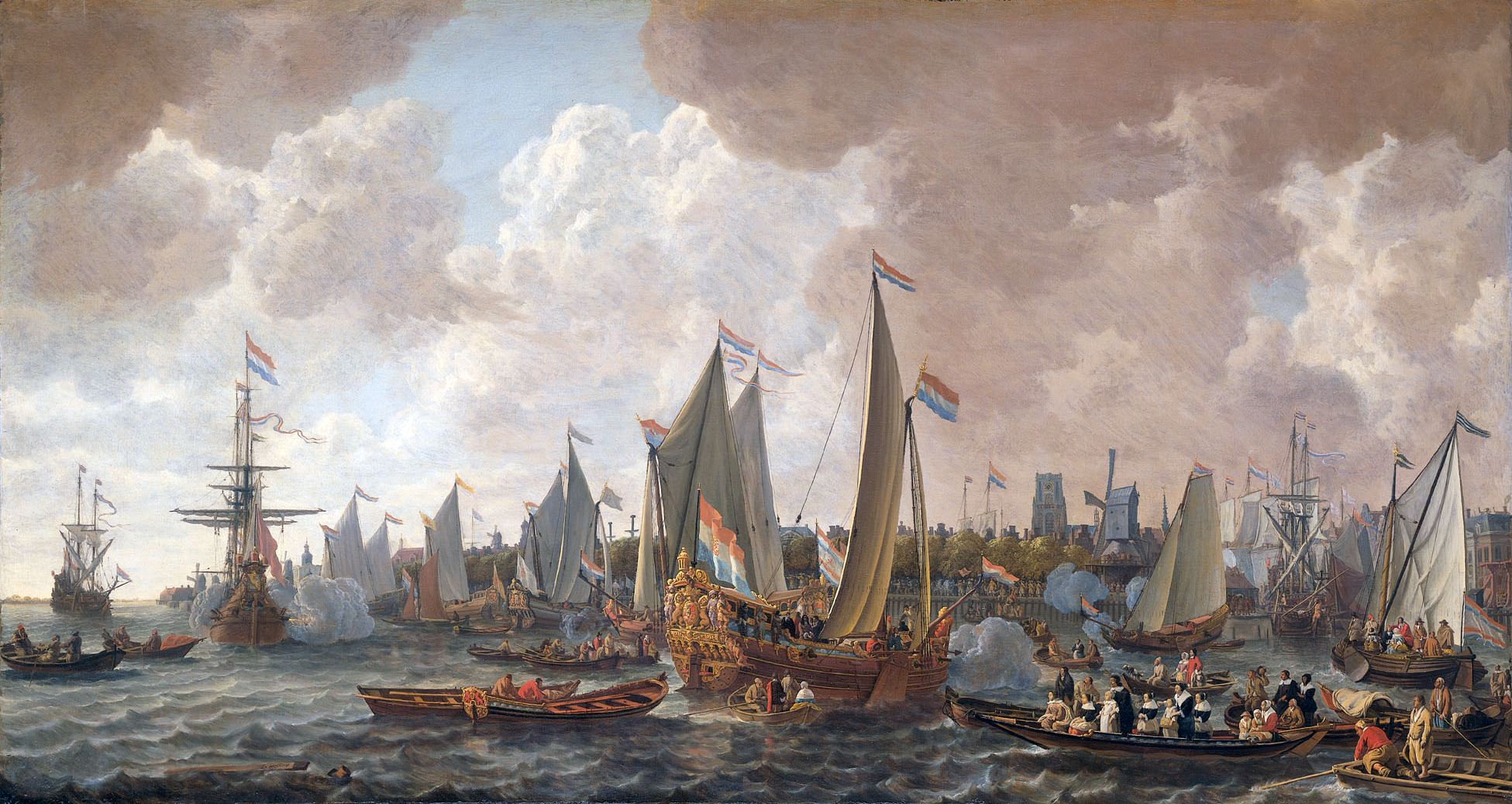
イングランド王位に就くためにロッテルダムを出港するチャールズ2世の艦隊。
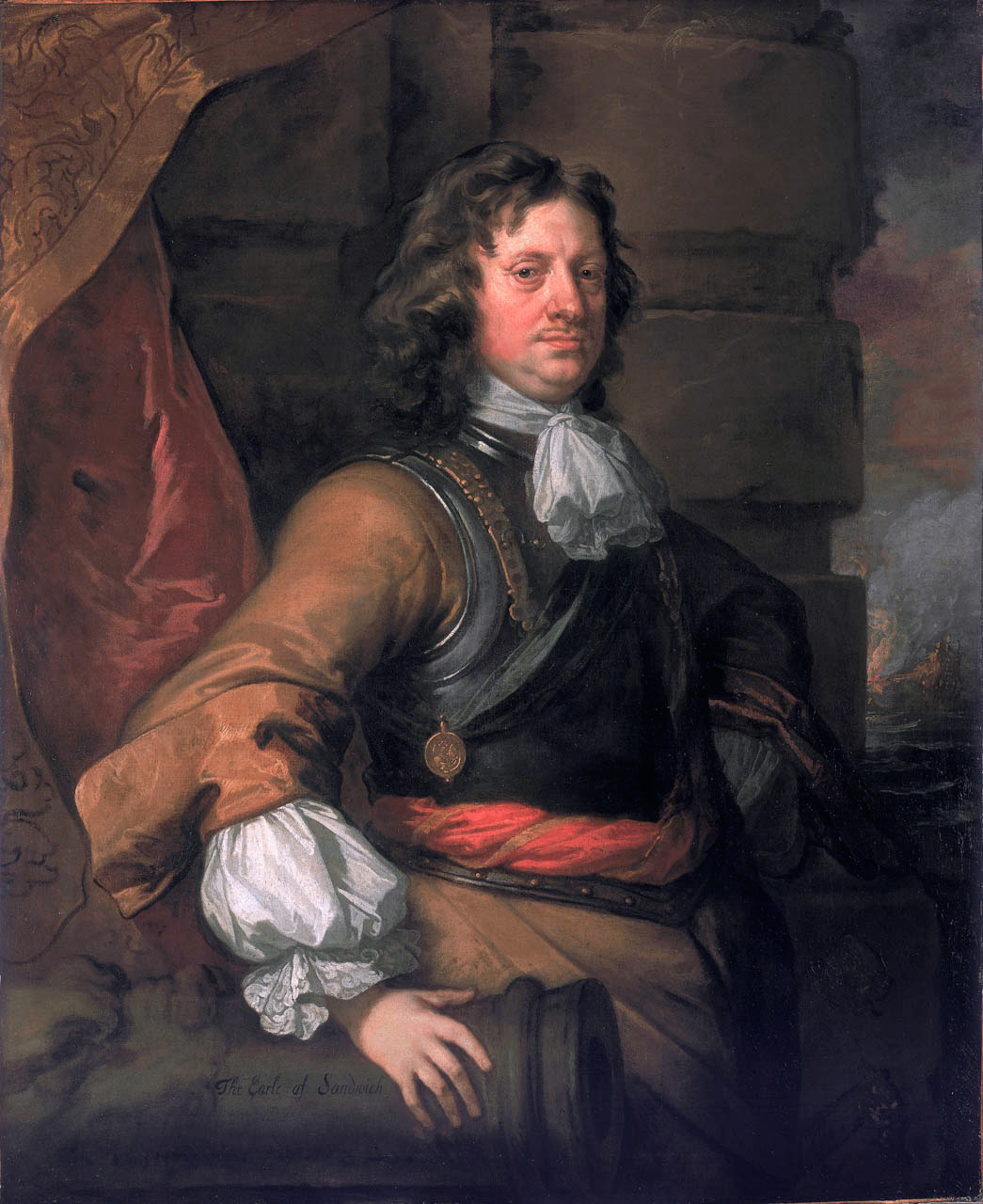
初代サンドウィッチ伯爵エドワード・モンタギュー。
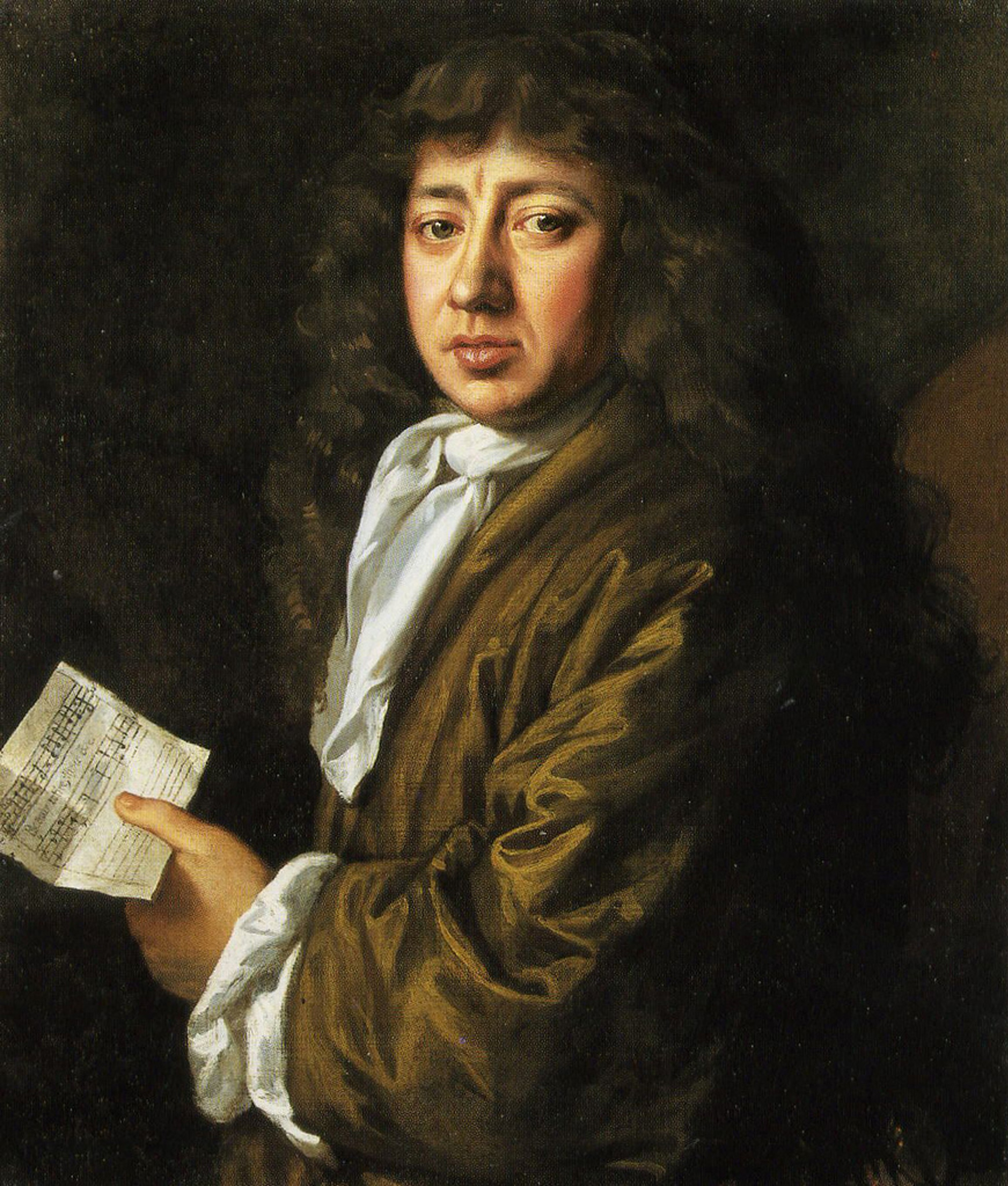
サミュエル・ピープス

### 王政復古後

ワーテルローの戦いの両軍配置図。手前の青がフランス軍で赤がイギリス・オランダ連合軍、黒がプロイセン軍。左下の突出した部分がウーグモン館。フランス軍左翼のレイユ軍団が抑えられている。

コールドストリーム近衛歩兵連隊は、王政復古後のイギリス陸軍にとって初めての海外遠征である、1680年のタンジール以降殆どの戦役に参加しており、最も多くのバトル・オナーズ（Battle Honours）を持っている。1680年代にはガーター勲章の星章が連隊の記章として制定された。
ナポレオン戦争における1815年のワーテルローの戦いに於いては、コールドストリームガーズはウーグモン館（Château d'Hougoumont）攻防戦での勇戦が知られている。ウーグモン館はイギリス軍右翼に位置する城館で、中央のル・エイ・サント（La Haye Sainte）及び左翼のパプロットにある農家と共に防衛拠点とされていた。緒戦でパプロットは陥落し、ル・エイ・サントは両軍が衝突する中心となり最後には陥落した。一方、ウーグモン館はナポレオン・ボナパルトの最初の攻撃目標となり、開戦と同時に攻撃に晒され、フランス軍の前進により敵中に孤立した。コールドストリームガーズのジェームス・マクダネル中佐（James Macdonnell）が指揮する、コールドストリームガーズやスコッツガーズ等から分遣された軽歩兵中隊から成る4個中隊規模のイギリス軍守備隊は、オノレ・シャルル・レイユ（Honoré Charles Reille）が指揮するフランス1個軍団の攻撃を受けたにもかかわらず、戦いが終わるまでこの防御の要である城館を守り通した。フランス軍はウーグモン館が陥落しないことにより左翼の自由を奪われ、攻略のために1個軍団が終始釘付けにされた。

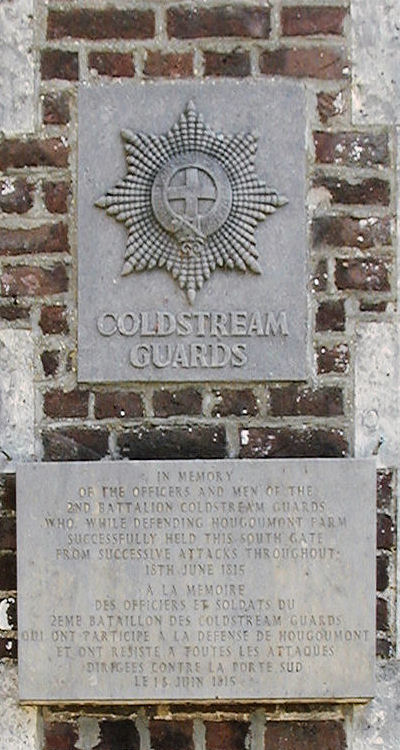
ウーグモン館の壁にはめ込まれたコールドストリームガーズの記念碑。連隊の記章であるガーター勲章の星が彫られている。
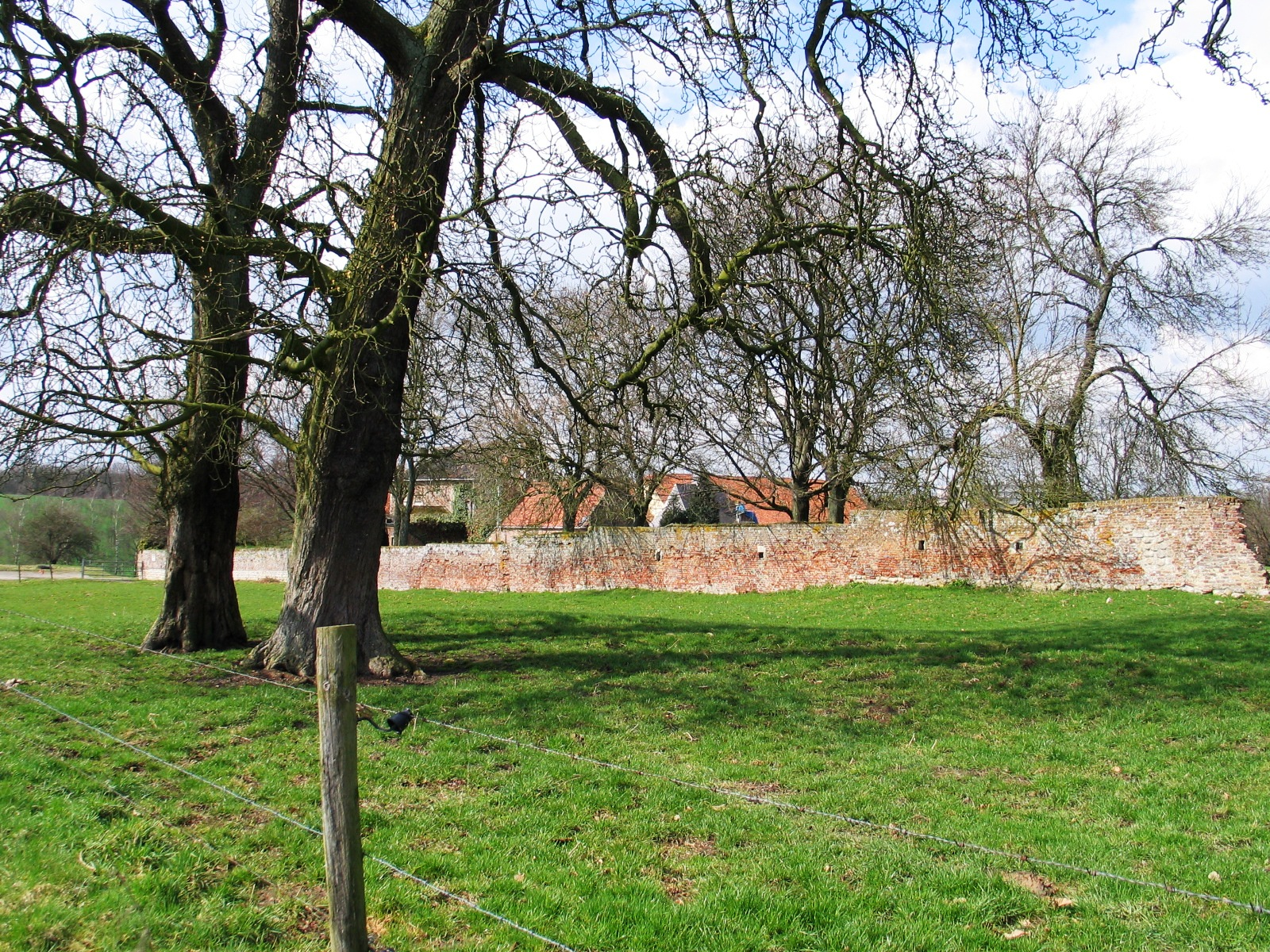
ウーグモン館の外壁。
ウーグモン館北門。補給のために開けられていたため、少数の敵の侵入を許したが、守備隊は後続を押し戻し、入り込んだ敵兵を皆殺しにした。
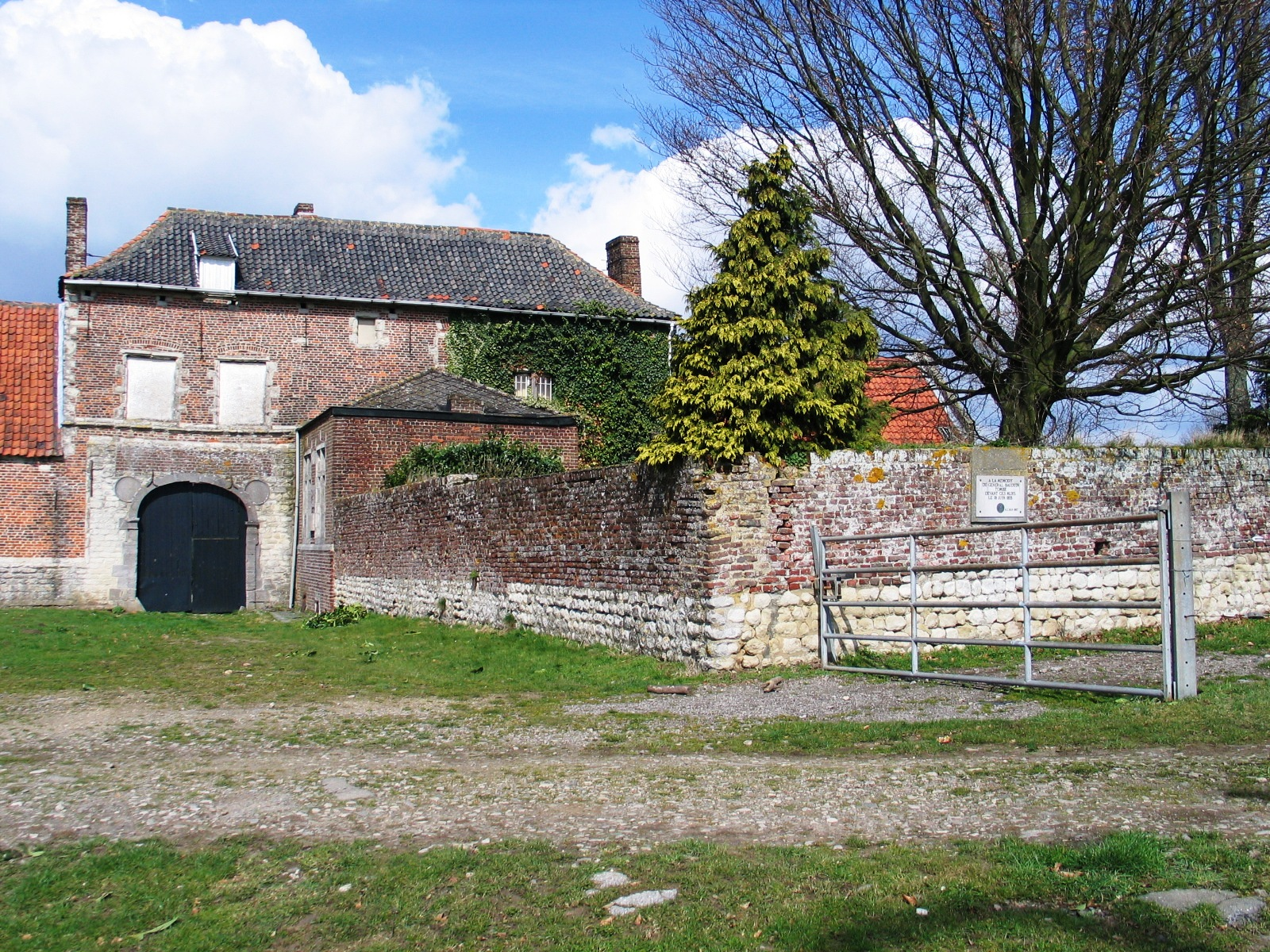
コールドストリームガーズ連隊第2大隊軽歩兵中隊が守っていた、敵正面にあたる敷地の南側に面した館の門。
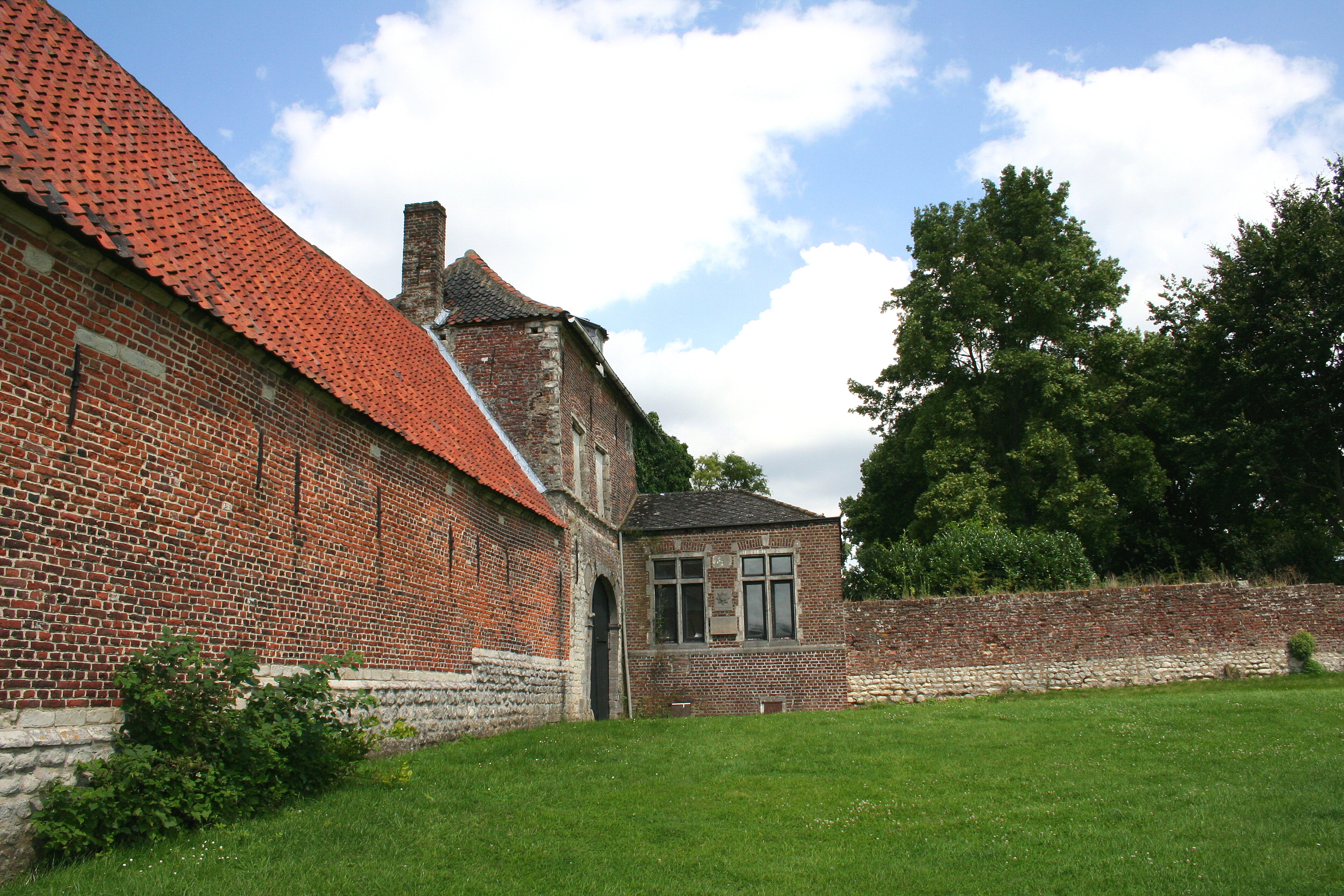
横から見た館の南側。2つの窓の間にコールドストリームガーズの記念碑が埋め込まれている。
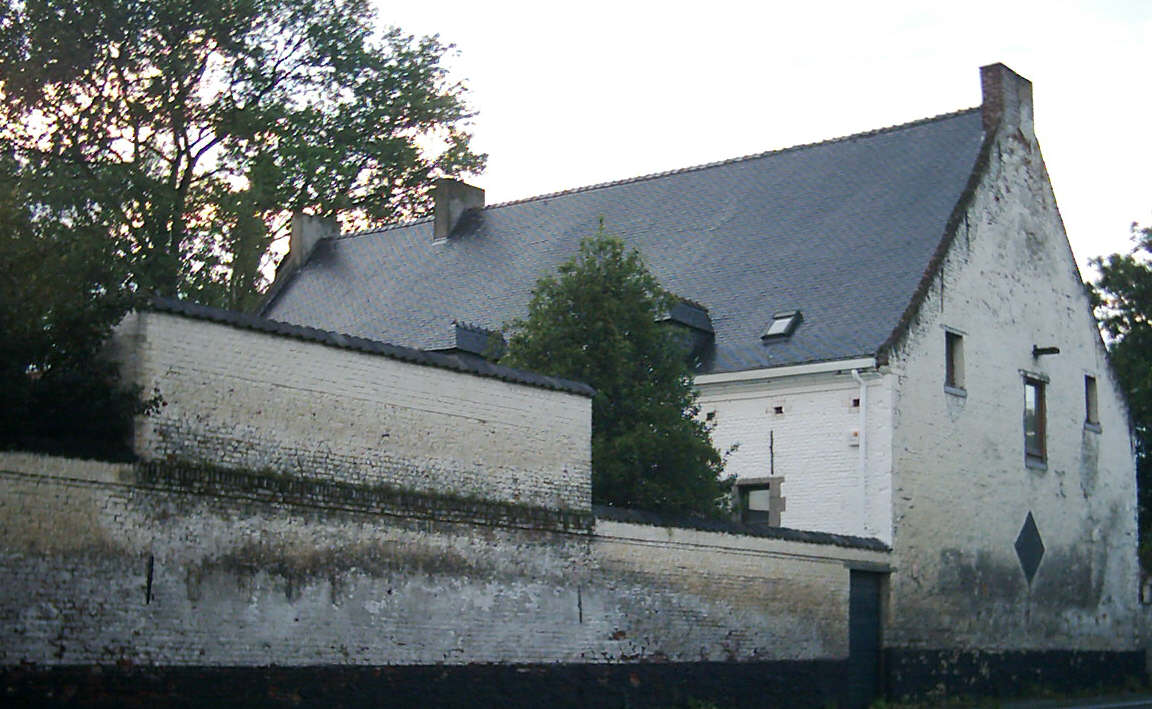
もう一つの重要な防御拠点となったル・エイ・サントの農家。

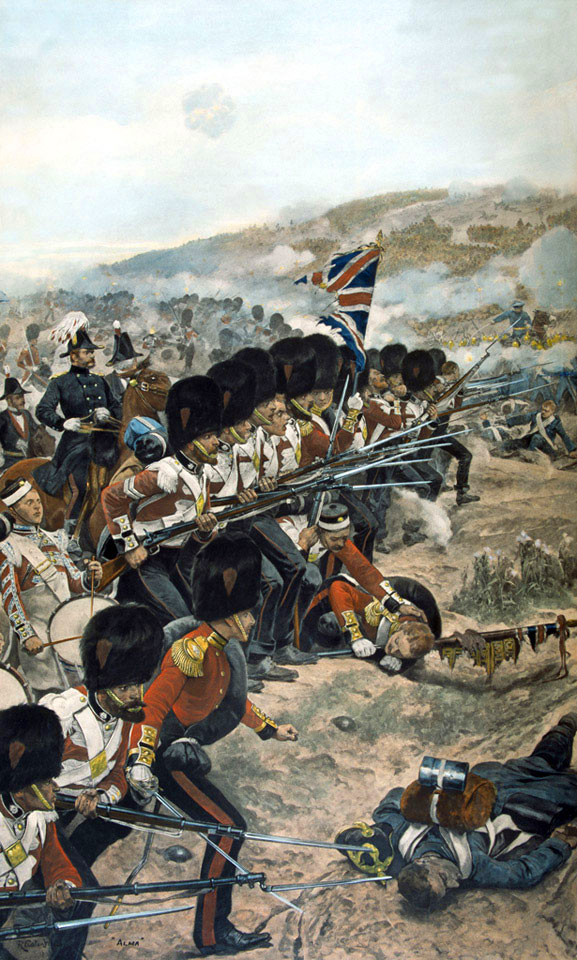
クリミア戦争の緒戦アルマ川の戦い（Battle of Alma）で突撃するコールドストリームガーズ連隊。

ナポレオン戦争後の1817年、”コールドストリームガーズ”が正式名称となった。1831年には”フュージリア”の称号を受け、連隊の全将兵に擲弾兵帽の着用が許された。そして、その帽子の右側に赤の羽根飾りが付けられるようになった。
1850年代に行なわれた陸軍の服装改訂により、歩兵の制服の上着は赤い1列ボタンのチュニックになった。それまで他の連隊の制服もボタンの配置が2個ずつの組になっていることがあったが、この改正以降上着のボタンが2個ずつ4組で計8個の制服はコールドストリームガーズを示す特徴となった。
1856年にヴィクトリア十字章が、そして1940年にジョージ・クロスが制定されて以来、コールドストリームガーズ連隊からは13名のヴィクトリア十字章受章者と1名のジョージ・クロス受章者が出ている。ヴィクトリア十字章が制定されたクリミア戦争では、インカーマンの戦い（Battle of Inkerman）とセヴァストポリ包囲戦で各2名の計4名が受章した。そして、第1次世界大戦では7名がヴィクトリア十字章を受章し、第2次世界大戦では2名がヴィクトリア十字章、1名がジョージ・クロスを受章した。

インカーマンの戦い
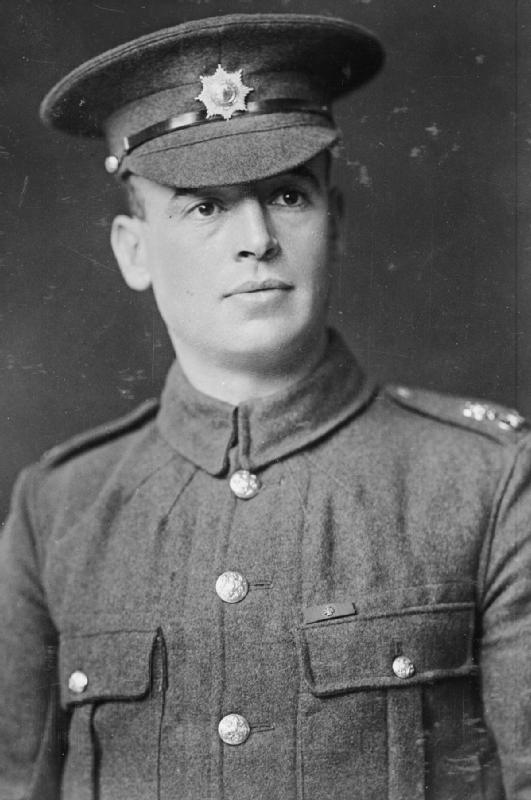
第1次世界大戦でのヴィクトリア十字章受章者トーマス・ホイットハム（Thomas Whitham）陸士（Private）。
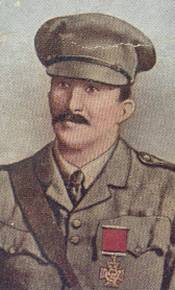
第1次世界大戦でのヴィクトリア十字章受章者ジョン・ヴォーン・キャンベル（John Vaughan Campbell）中佐。

## 編成
英政府サイト（リンク切れ）及び連隊公式サイトより。

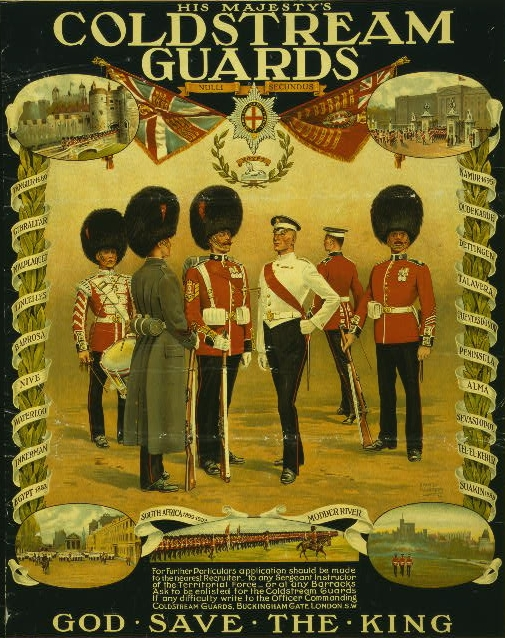
第1次世界大戦中の募兵ポスター。

1682年から1993年までコールドストリームガーズは2個の大隊が基本とされた（ただし、1897年から1959年までは第3大隊が増設されていた。また、第1次世界大戦中は第4大隊が増設されたがこれは戦後に解散され、第2次世界大戦では第4大隊及び第5大隊が増設されたがこれらも戦後に解散された。）。1993年に第2大隊は活動休止となり、大隊の連隊旗は（連隊直属の）第7中隊に引き継がれた。
イギリス陸軍の各連隊には軍楽隊が置かれていたが1994年に分離され、陸軍音楽学校を母体として編成された陸軍音楽軍団（Corps of Army Music）の下に編入された。そのため、現在ではコールドストリームガーズ軍楽隊もコールドストリームガーズ連隊ではなく、陸軍音楽軍団の傘下にある。

第1次世界大戦中の第4大隊。

### 連隊本部

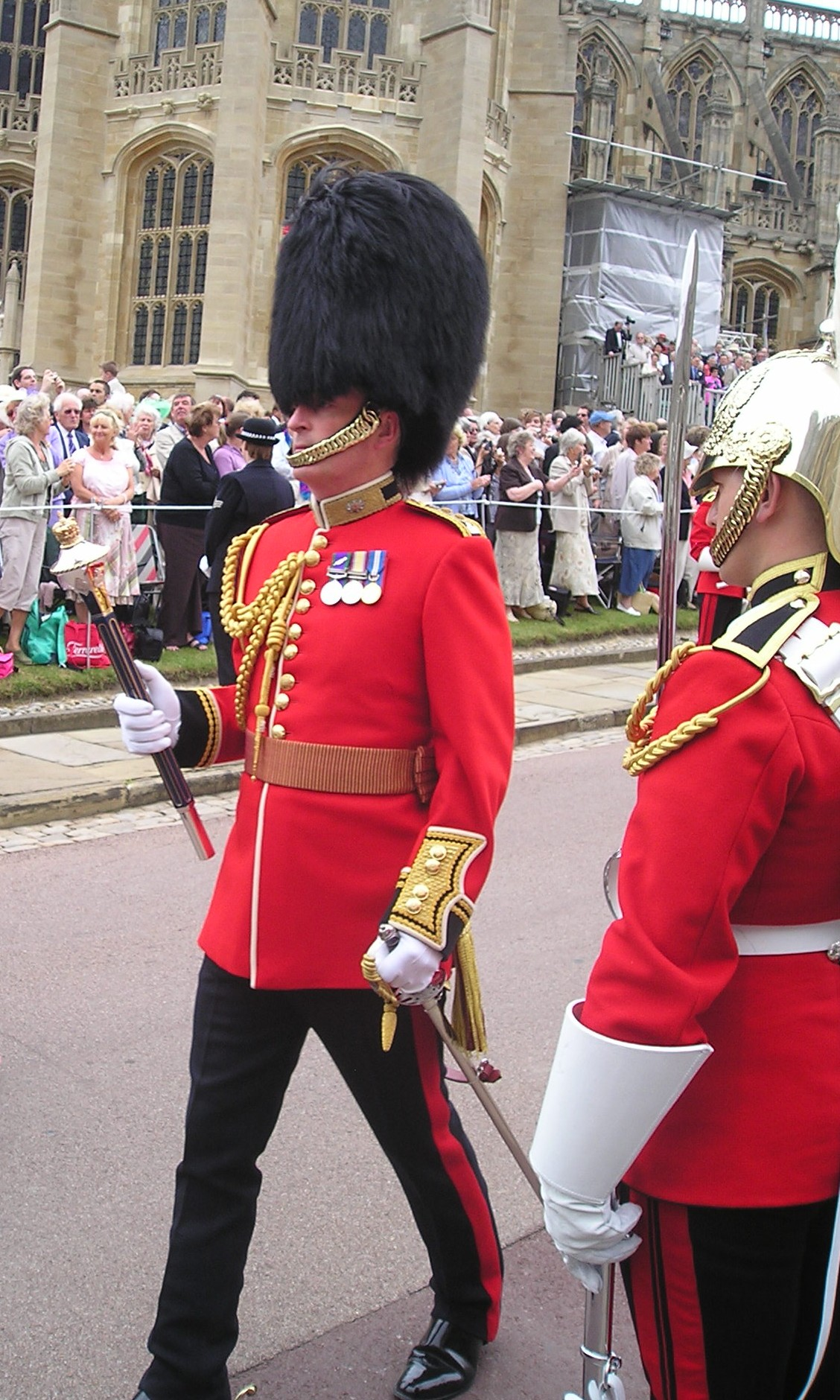
女王の随員（Field Officer in Brigade Waiting）を務める近衛コールドストリーム連隊の連隊長代理。

連隊本部はバッキンガム宮殿の向かいにあるウェリントン・バラックス（Wellington Barracks）にある。カーネル・イン・チーフ（Colonel-in-Chief）には歴代君主が就任しており、名誉職の連隊長（Colonel of the Regiment）は陸軍の将官、或いは王族が務める。そして、実務は連隊長代理（Regimental Lieutenant-Colonel）が取り仕切る。連隊長代理には大佐が充てられる。

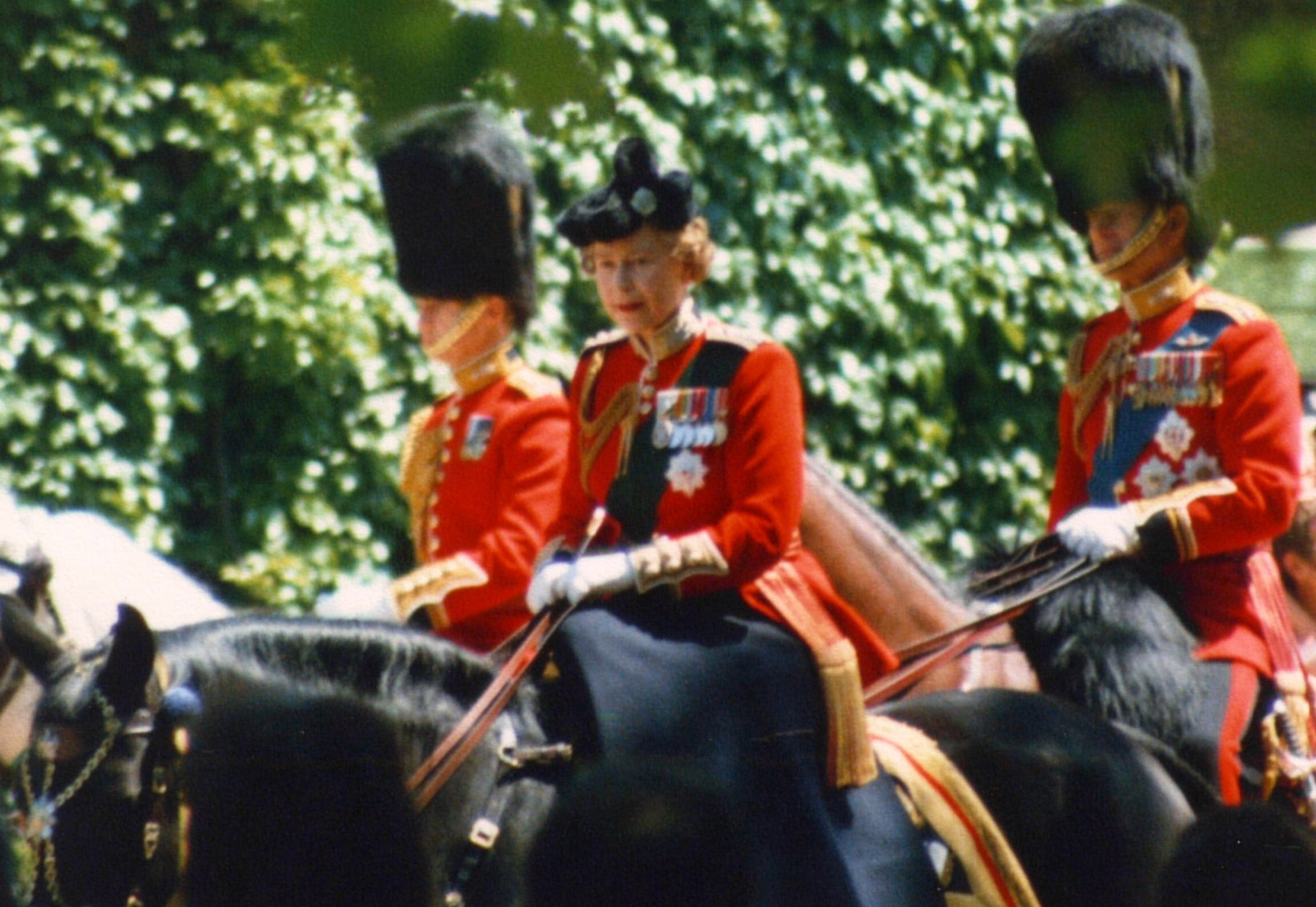
カーネル・イン・チーフのエリザベス2世。スコッツガーズ連隊の制服を着ており、女王に従うエディンバラ公とチャールズ皇太子はグレナディアガーズ連隊の制服を着ている。

### 第1大隊

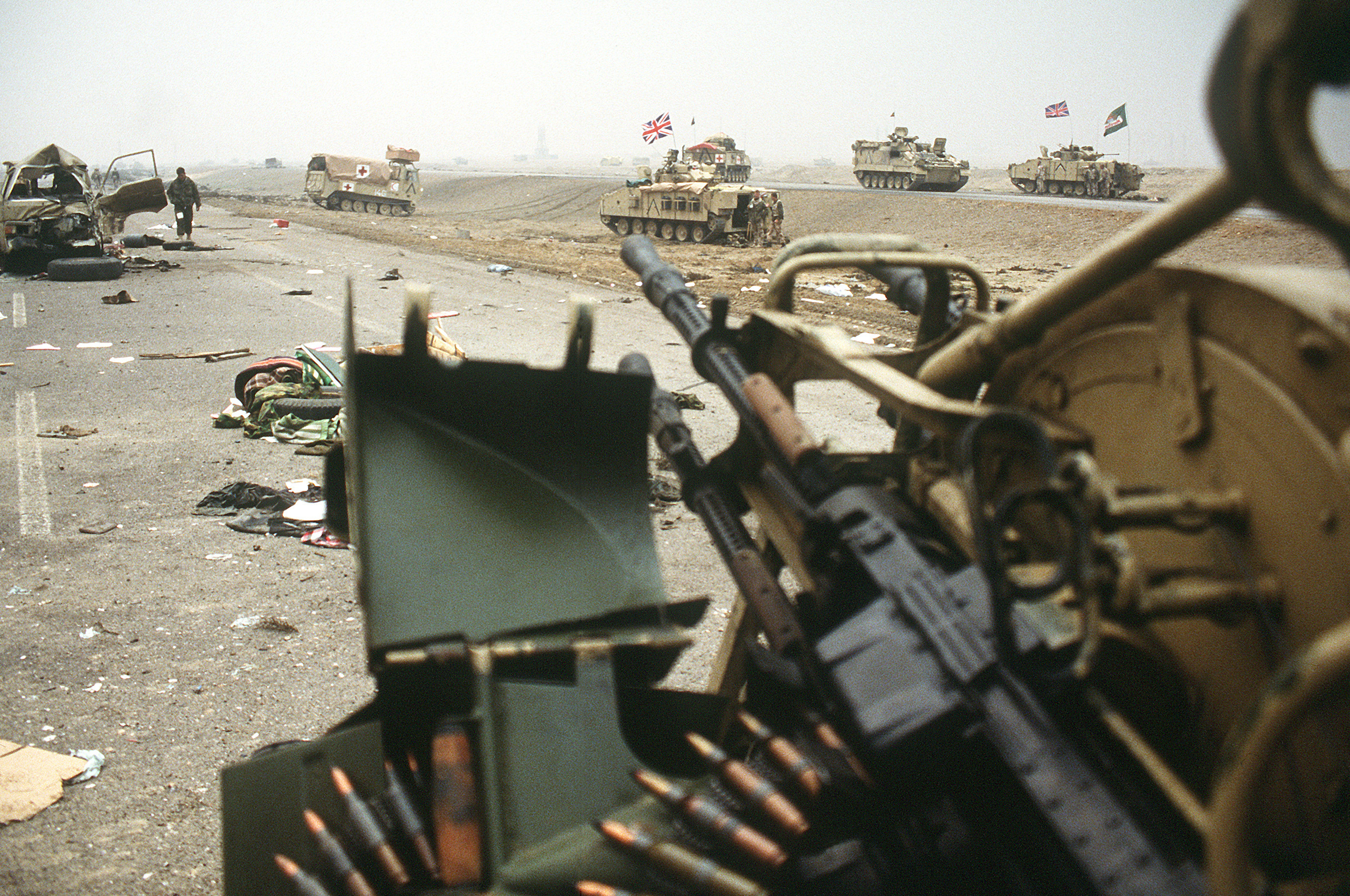
湾岸戦争中のイギリス機械化歩兵部隊。

第2次世界大戦後の冷戦時代はドイツやアイルランド等に駐屯した。1990年代はウォーリア装甲戦闘車等を装備した機械化歩兵として、湾岸戦争やボスニア・ヘルツェゴビナ紛争等に派遣されていた。2000年代に入ると軽歩兵編成となり、アフガニスタン等に派遣されている。

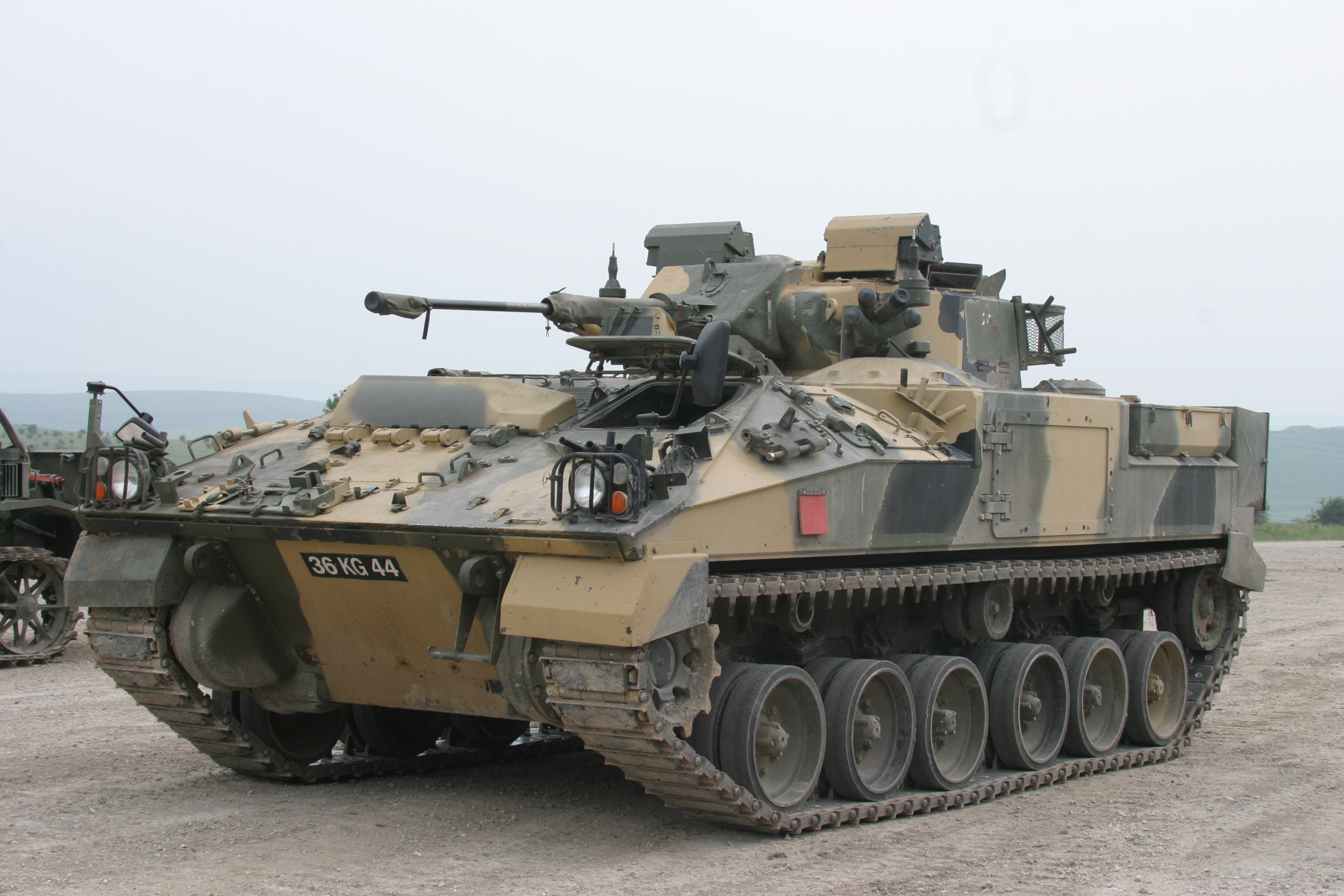
ウォーリア装甲戦闘車

### 第7中隊

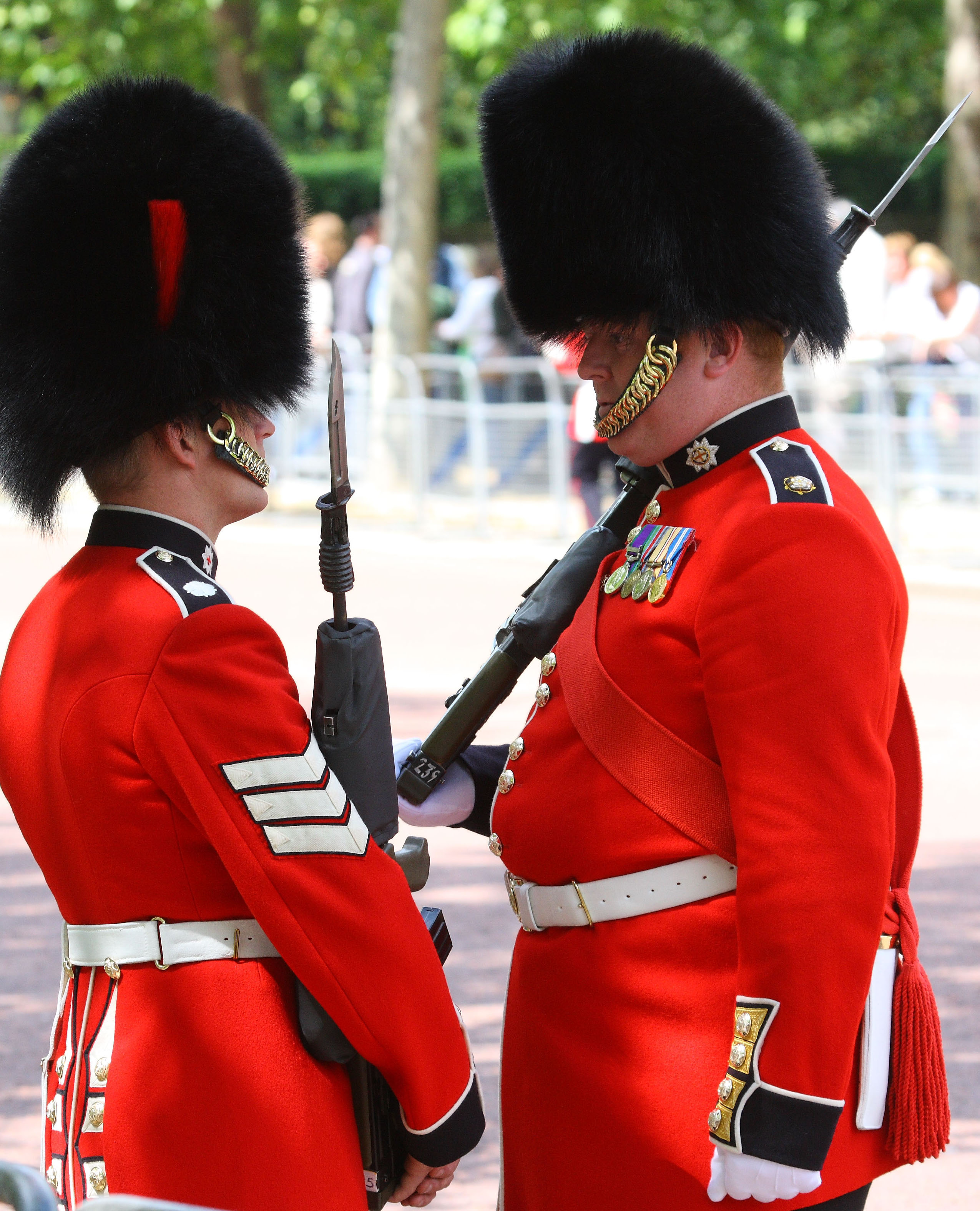
衛兵勤務中の2人のコールドストリームガーズ連隊上級下士官。

第7中隊は独立中隊で、ロンドンに常駐して衛兵・儀仗任務を行なう。兵舎は2007年に150年間使用されたチェルシー・バラックス（Chelsea barracks）から王立砲兵連隊のウーリッジ・バラックス（Woolwich Barracks）へ移転した。
儀式の際にイギリス陸軍の将兵が着用する正装（Full Dress）は19世紀後半からほとんど変わっていない。歩兵は赤いチュニックに濃紺のズボンで、近衛兵は袖の形が異なる。また、近衛歩兵はベアスキン帽（Bearskin）を着用する。一般歩兵連隊の制服は袖の色が連隊毎に異なるが、近衛歩兵連隊は上着のボタンの配列とベアスキンに付ける羽根飾りの色が異なる。コールドストリームガーズ連隊は、上着のボタンが2個ずつ4組で計8個、帽子の羽根飾りは右側に赤となっている。

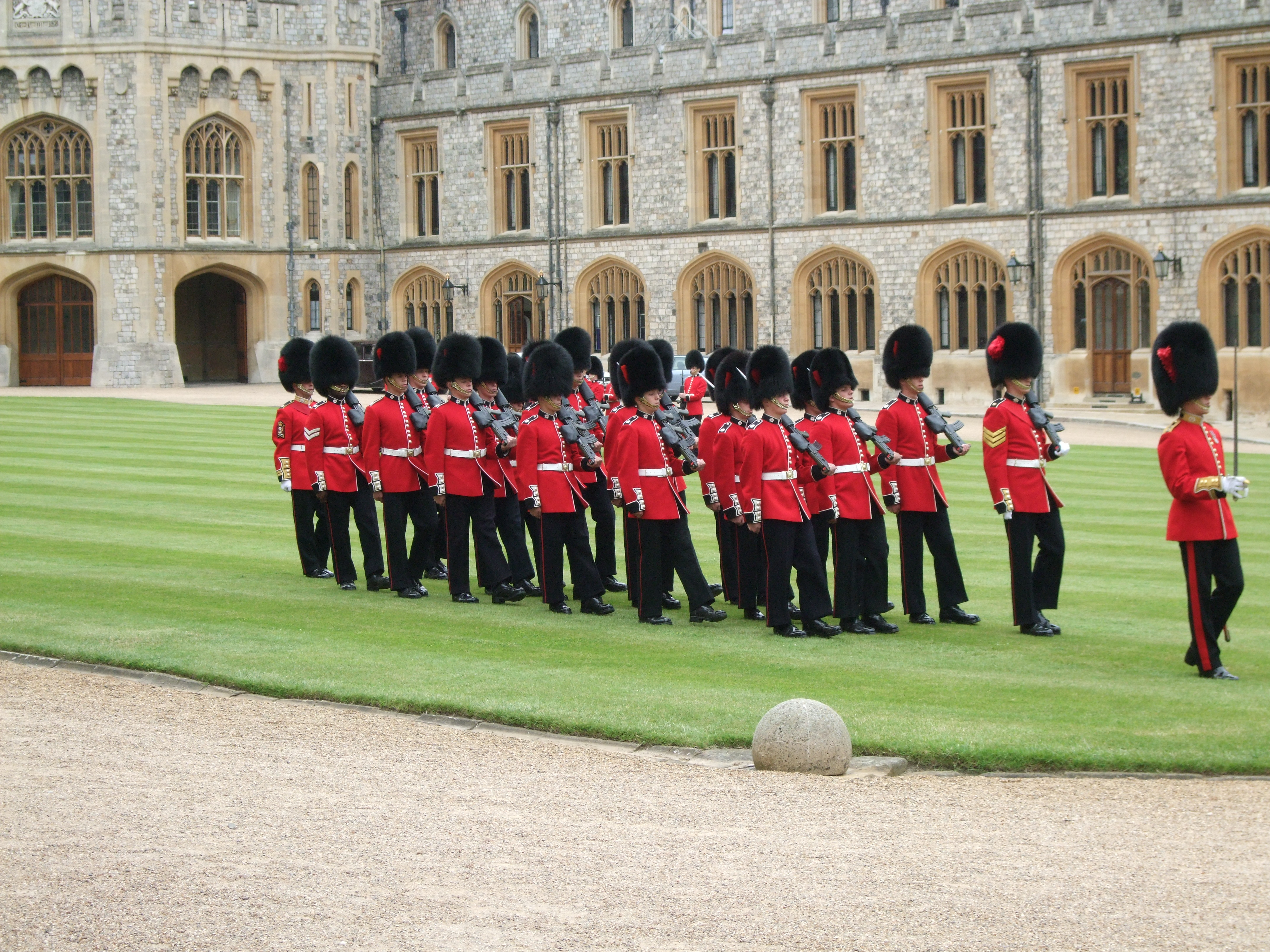
衛兵交代を行なうコールドストリームガーズ連隊。
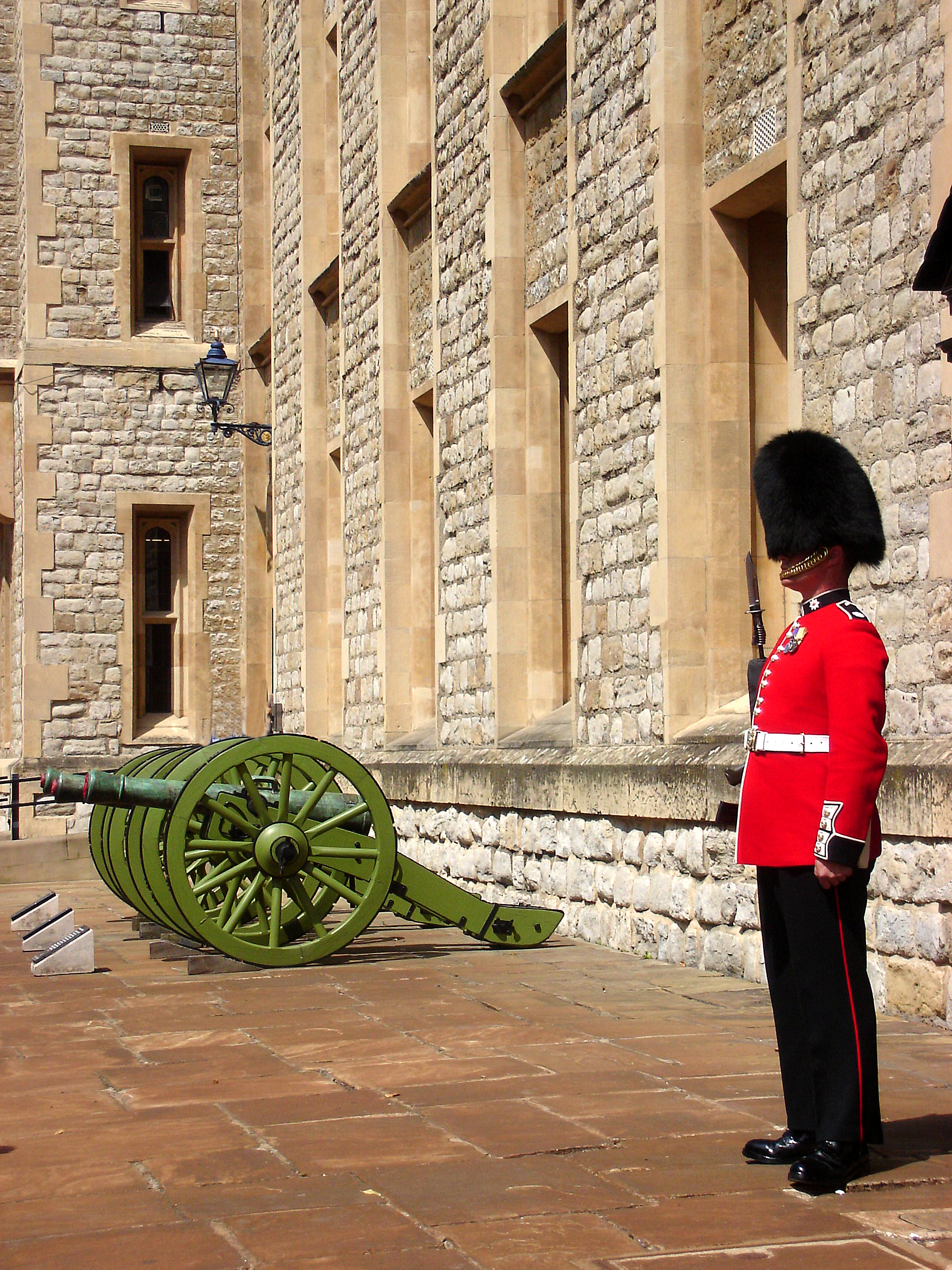
ロンドン塔で衛兵勤務中のコールドストリームガーズ連隊兵士。